# Svante Kristiansson
Svante Arne Kristiansson, född 4 maj 1907 i Rya församling, Kristianstads län, död 31 augusti 1990 i Örkelljunga, var en svensk fotograf och politiker (socialdemokrat).
Kristiansson var ledamot av första kammaren från 1956, invald i Blekinge och Kristianstads läns valkrets.
Han är begravd på Gamla kyrkogården i Örkelljunga.